# Begonia affinis
Espèce
Begonia affinis est une espèce de plantes de la famille des Begoniaceae.
Ce bégonia est originaire des Philippines. L'espèce fait partie de la section Petermannia ; elle a été décrite en 1912 par le botaniste américain Elmer Drew Merrill (1876-1956) et l'épithète spécifique, affinis, signifie « lié, semblable à ».